# Землякова, Елена Владимировна
Елена Владимировна Землякова (род. Кяхта (Бурятия)) — российский государственный деятель. Глава городского округа Химки (с 2025 года).

## Биография
Родилась в Кяхте (Бурятия). Замужем, есть ребёнок.

### Образование
- Окончила калининградский техникум по специальности «Организация кооперативной торговли и товароведение товаров народного потребления» и Московский университет потребительской кооперации по специализации «Коммерция».

### Трудовая деятельность
С 2000 по 2002 год — директор молодёжного центра, начальник отдела Управления по материнству, детству и делам молодёжи администрации Мытищинского района, начальник отдела Комитета по социальной политике семьи, детей и молодёжи администрации Мытищинского района.
С 2002 по 2003 год — помощник проректора Московского университета потребительской кооперации.
С 2003 по 2008 год — заместитель директора мытищинского дворца молодёжи.
С 2008 по 2009 год — ведущий специалист администрации Пушкинского района.
С 2009 по 2014 год — главный специалист, консультант, начальник отдела администрации города Пушкино.
С 2014 по 2018 год — начальник отдела городского бюджета, заместитель председателя комитета по финансовой и налоговой политике администрации Пушкинского района.
С 2018 по 2019 год — заместитель директора муниципального казённого учреждения Пушкинского района «Централизованная бухгалтерия».
С 2019 по 2020 год — начальник управления финансами администрации города Дзержинский, заместитель руководителя ГКУ МО «Аналитический центр правительства Московской области».
С 2020 по 2024 год — заместитель министра экономики и финансов правительства Московской области.

### Награды
- Почётная грамота Губернатора Московской области (постановление от 23.12.2022 г. № 432-ПГ)
- Почётная грамота управления образования Неклиновского района